# خواجة قوام الدين نظام الملك الخوافي
خواجة قوام الدين نظام الملك الخوافي كان بيروقراطيًا فارسيًا خدم الإمبراطورية التيمورية في أواخر القرن الخامس عشر.
كان والده قاضيًا إقليميًا من خواف في منطقة خراسان في شرق إيران. وفقًا للمؤرخ المعاصر إسفيزاري، كان قِوام من نسل الجد فصيح خوافي [الإنجليزية] الأكبر خواجة مجد، الذي حكم خواف في أوائل القرن الرابع عشر. في عام 1471/2، تولى حاكم خراسان التيموري، السلطان حسين باقره (حكم. 1469–1506 م)، عين قوام الدين وزيرًا له. بالتعاون مع وزير آخر هو خواجة أفضل الدين محمد الكرماني (الذي عُين في عام 1473/4)، خطط قوام الدين لطرد البيروقراطي القوي مجد الدين محمد خوافي [الإنجليزية] من خلال تهمة الاختلاس. تحت ضغط هذين البيروقراطيين ذوي الكفاءة العالية، قام السلطان حسين أولًا بسجن مجد الدين (كما جرت العادة)، ثم بدأ التحقيق في التهمة. وقد أدى خطأ من جانب المتهمين إلى إطلاق سراح مجد الدين وإسقاط التهمة. في حزيران 1498، أُعدم قوام الدين من خلال مؤامرة قادها حلفاؤه السابقون، أفضل الدين وعلي شير النوائي.